# موجدا جودسي
موجدا جودسي هي ممثلة هندية، ولدت في 26 يوليو 1986 ببونه في الهند.

## أعمال

### أفلام
- (2008) موضة

## وصلات خارجية
- موجدا جودسي على موقع IMDb (الإنجليزية)
- موجدا جودسي على موقع قاعدة بيانات الفيلم (الإنجليزية)